# L'ottava vibrazione
L'ottava vibrazione è un romanzo scritto da Carlo Lucarelli, pubblicato nel 2008.
Le vicende narrate si svolgono prevalentemente a Massaua in Eritrea nel gennaio del 1896, nei giorni che precedono la battaglia di Adua, dove le truppe italiane, che tentano di occupare l'Abissinia (odierna Etiopia) saranno sconfitte dall'esercito abissino del negus Menelik. 
I protagonisti del romanzo sono diversi ma principalmente tre, un commesso coloniale di prima classe, Vittorio Cappa, dongiovanni e esperto in "magie", cioè in sottrazioni di merci provenienti dall'Italia, Cristina una giovane moglie appena arrivata con l'incarico della famiglia di dissuadere il marito dal dissipare il patrimonio in investimenti senza ritorni e che coinvolgerà Vittorio, seducendolo, nel progetto di uccidere il marito e infine Serra, un brigadiere dei carabinieri che si è arruolato volontario, nascondendo la sua vera "identità" e all'insaputa dei suoi superiori, per poter seguire e indagare (in modo non ufficiale) uno "strano e equivoco" maggiore, Flaminio, che ritiene ostinatamente essere responsabile di una serie di ripugnanti omicidi di bambini. Le vicende, in un clima torrido e insopportabile, si intrecciano e si dipanano toccando svariati temi. La servitù, lo sfruttamento, anche sessuale, dei neri, gli intrallazzi commerciali, la stupidità di quella parte delle gerarchie militari che hanno fatto carriere solo grazie a salotti influenti, le differenze culturali, linguistiche, sociali di un esercito di contadini provenienti dalle molte regioni di una nazione da pochi decenni unita, e infine, non poteva mancare, anche omosessualità e religione. 
Il romanzo si conclude con la sconfitta non solo di Adua, ma anche di molti protagonisti. Ciascuno ne esce segnato, Serra muore senza venire a capo del suo dilemma, Cristina uccide da sola il marito facendolo passare per un incidente e abbandona, disprezzandolo, Vittorio che nel frattempo si era innamorato, solo il maggiore Flaminio si "salva", anzi probabilmente sarà pure considerato un eroe. 

## Edizioni
- Carlo Lucarelli, L'ottava vibrazione, collana Einaudi Brossura, Einaudi, 2008,  p. 350, ISBN 88-06-19069-5.